# Höllstein (Steinen)
Höllstein ist nach Fläche der kleinste Ortsteil der Gemeinde Steinen im Landkreis Lörrach. Das am 1. Januar 1975 eingemeindete Gebiet ist gemessen an der Bevölkerung mit rund 1800 Einwohnern hinter dem Hauptort Steinen das zweitstärkste.

## Lage
Höllstein liegt auf einer Niederterrasse beidseitig der Wiese, auf der Südseite durch den steilen Nordhang des Dinkelbergs oder der Nordseite durch die südlichen Ausläufer des Weitenauer Berglandes begrenzt. Die auf der breiten Sohle des Wiesentals gelegene Siedlung hat einen haufendorfartigen Kern. Die um 1840 gegründete Textilfabrik prägte das heutige Ortsbild entscheidend mit. Die Wiese bildet eine natürliche Grenze zwischen dem Ortsteil Höllstein und dem nördlich benachbarten Steinen und sind mittlerweile fast zusammengewachsen. Rechts der Wiese befindet sich der Wohnplatz Förishäusle, der 1841 abbrannte und erst 1937/38 wieder aufgebaut wurde.
Die tiefste Stelle hat Höllstein mit 324 m am Wiesenufer unweit des Wiesental Stadions; die höchste Stelle befindet sich auf der Anhöhe des Heubächle rechts der Wiese rund 495 m knapp unterhalb des Hornbergs.

## Geologie
Höllsteins Gemarkung greift im Süden auf das Muschelkalkplateau des Dinkelbergs über und reicht mit seinem schmalen nördlichen Gemarkungsteil in das Rotliegend-Buntsandsteingebiet, das zu den Weitenauer Schwarzwaldvorbergen gezählt wird. Dazwischen, im Talraum der Wiese, auf der mit Auenlehm bedeckten Schotterebene hat sich das Dorf angesiedelt.
Unter den teils gebankten, teils plattigen Kalken des Oberen Muschelkalks, die in den Steinbrüchen des Dinkelbergs zu sehen sind, bilden am Fuße des Halt (schlecht aufgeschlossener) Unterer und Mittlerer Muschelkalk den Sockel. Unterhalb der Merianschen Gärten stand im 19. Jahrhundert eine Gipsstampfe, was auf den Anhydrid (Gips) führenden Mittleren Muschelkalk auch hier hindeutet.
Alle Tälchen, die um Höllstein vom Dinkelberg her in den Talraum der Wiese münden, sind zumindest im Oberlauf Trockentäler. Dies ist auf die Verkarstung des Oberen Muschelkalks zurückzuführen. Erst über dem wasserstauenden Mittleren Muschelkalks treten Quellen zu Tage.
In die Muschelkalktafel des Dinkelbergs ist zwischen dem Halt und Hüsingen ein Keupergraben eingesenkt. Es handelt sich um einen der für den Dinkelberg charakteristischen N-S streichenden, im Querschnitt keilförmigen Gräben, die im Zusammenhang mit der Rheingrabenentstehung zu sehen sind, als zerrende Kräfte quer zur Grabenachse wirksam waren. In geschützter Lage haben sich in ihnen nicht nur die normalerweise über dem Muschelkalk lagernden Keupertone erhalten, sondern auch Reste einer fossilreichen Unterjura-(Lias)decke. Im Wald (Hüsinger Gemarkung) zwischen Asp und Hof ist ein Rest dieser Liasdecke erhalten. Die Rodegasse über dem Lettenweg markiert bei Höllstein den Graben in der Landschaft. Er zieht weiter, im Gelände nicht mehr als Einsenkung auszumachen, über Ottwangen nach Südsüdwest.
Nördlich der Wiese ist östlich der Heilisau der Muschelkalk bereits der Abtragung zum Opfer gefallen, da hier die Schichten des leicht zum Schwarzwald hin ansteigenden Deckgebirges höher lagern. Nur bei Hägelberg haben kleine Kappen Unterer Muschelkalk überdauert. Das Höllsteiner Heubächle hat sich, anders als der Steinenbach, nicht bis zu den Rotliegendschichten einschneiden können, die die Buntsandsteintafeln nördlich der Wiese unterlagern. Der für die landwirtschaftliche Nutzung im Allgemeinen nicht günstige Buntsandstein blieb waldbedeckt.

## Geschichte

### Ortsname
Die erste namentliche Erwähnung des Ortes war 1168 als Holistein, es folgte 1238 die Erwähnung als Hollinstein. Die Deutung des Namensursprunges ist unsicher. Im 12. und 13. Jahrhundert erscheint ein Namensträger vom Hägelberg.

### Dorfgeschichte
Auf dem Gemarkungsgebiet Höllsteins wird eine Siedlung aus voralemannischer Zeit vermutet. Grabungen an der St. Margarethenkirche brachten römische Leistenziegel zutage.
Die erste urkundliche Erwähnung der Kirche erfolgte 1103; der Urkunde des Klosters St. Alban ist zu entnehmen, dass die Kirche und ein Hof bereits 1083 existiert haben müssen, vermutlich bereits 1050. Höllstein als Ort wurde 1168 als Holistein erstmals erwähnt.

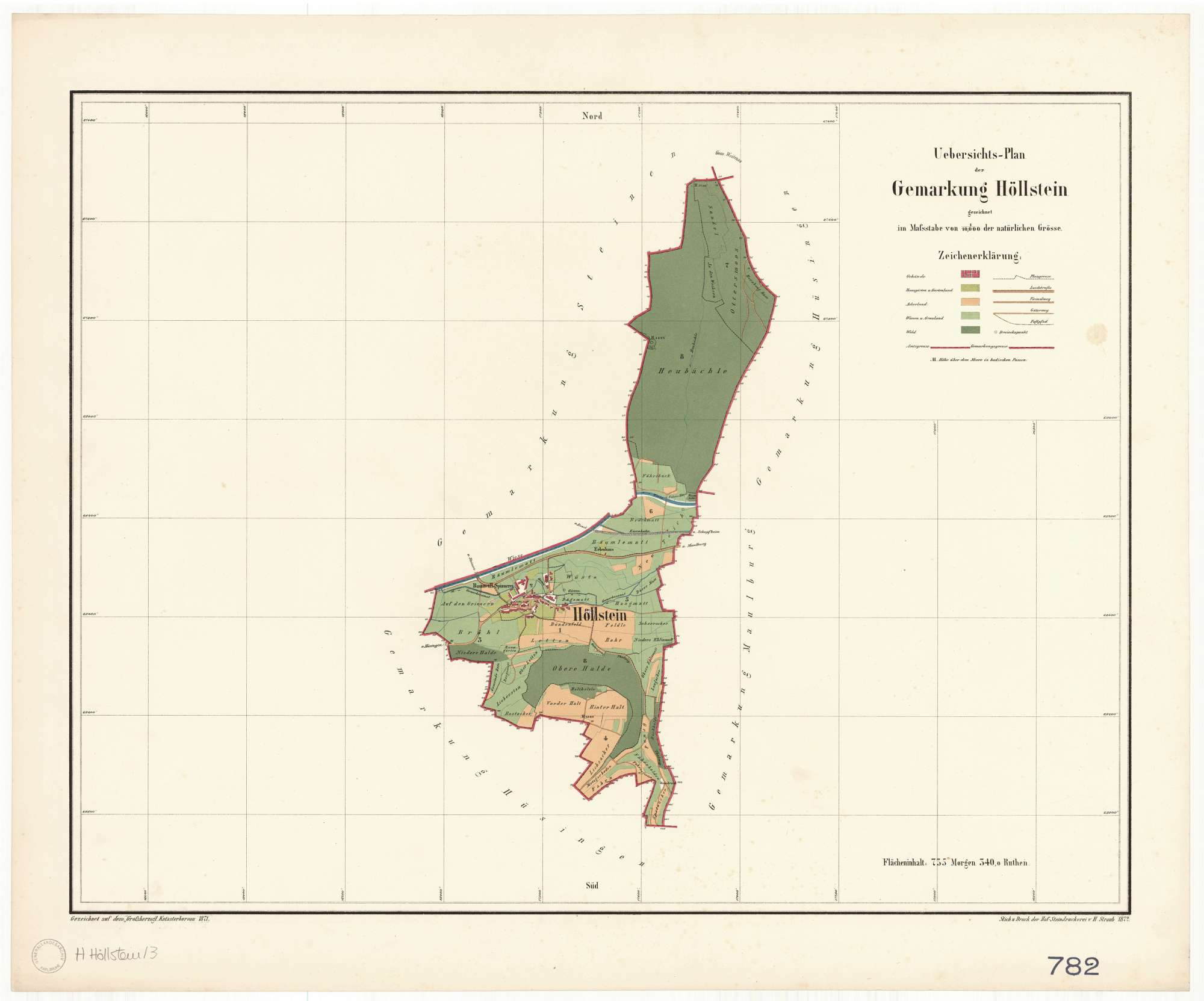
Karte von Höllstein (1871)

Der Ort gehörte bis 1315 den Herren von Rötteln, bevor er ein Lehen des Bistums Basel wurde. Höllstein ging aus dem Besitz des Klosters St. Alban in den der Markgrafen von Baden-Durlach über. 1866 wurde eine katholische Kirche im Ort erbaut und war damals die einzige zwischen dem vorderösterreichischen Stetten und Zell im Wiesental. Im 19. Jahrhundert setzte aufgrund der Flussnähe die Industrialisierung ein. Ähnlich wie in Lörrach entwickelten sich ab 1840 viele Textilbetriebe. Die Basler Familie Merian gründete ein Unternehmen, welches eine beachtliche Größe erreichte.
Am 27. Juni 1971 fuhr die Tour de France 1971 durch Höllstein und war Teil der Etappe von Basel nach Freiburg.
Am 1. Januar 1975 wurde Höllstein im Rahmen der Gemeindereform zum Ortsteil der neu gebildeten Gemeinde Steinen.
Die erste Etappe der Tour de Suisse 2001 von Rust nach Basel verlief durch Höllstein.

## Bevölkerung

### Einwohner
Die Zahl der Einwohner Höllsteins entwickelte sich wie folgt:
| Jahr | Einwohner |
| ---- | --------- |
| 1852 | 616       |
| 1871 | 697       |
| 1880 | 689       |
| 1890 | 732       |
| 1900 | 771       |
| 1910 | 870       |
| 1925 | 946       |
| 1933 | 1005      |
| 1939 | 1014      |

| Jahr | Einwohner |
| ---- | --------- |
| 1950 | 1312      |
| 1956 | 1457      |
| 1961 | 1586      |
| 1970 | 1659      |
| 1980 | 1666      |
| 1990 | 1720      |
| 2012 | 1885      |
| 2017 | 1842      |

### Religion

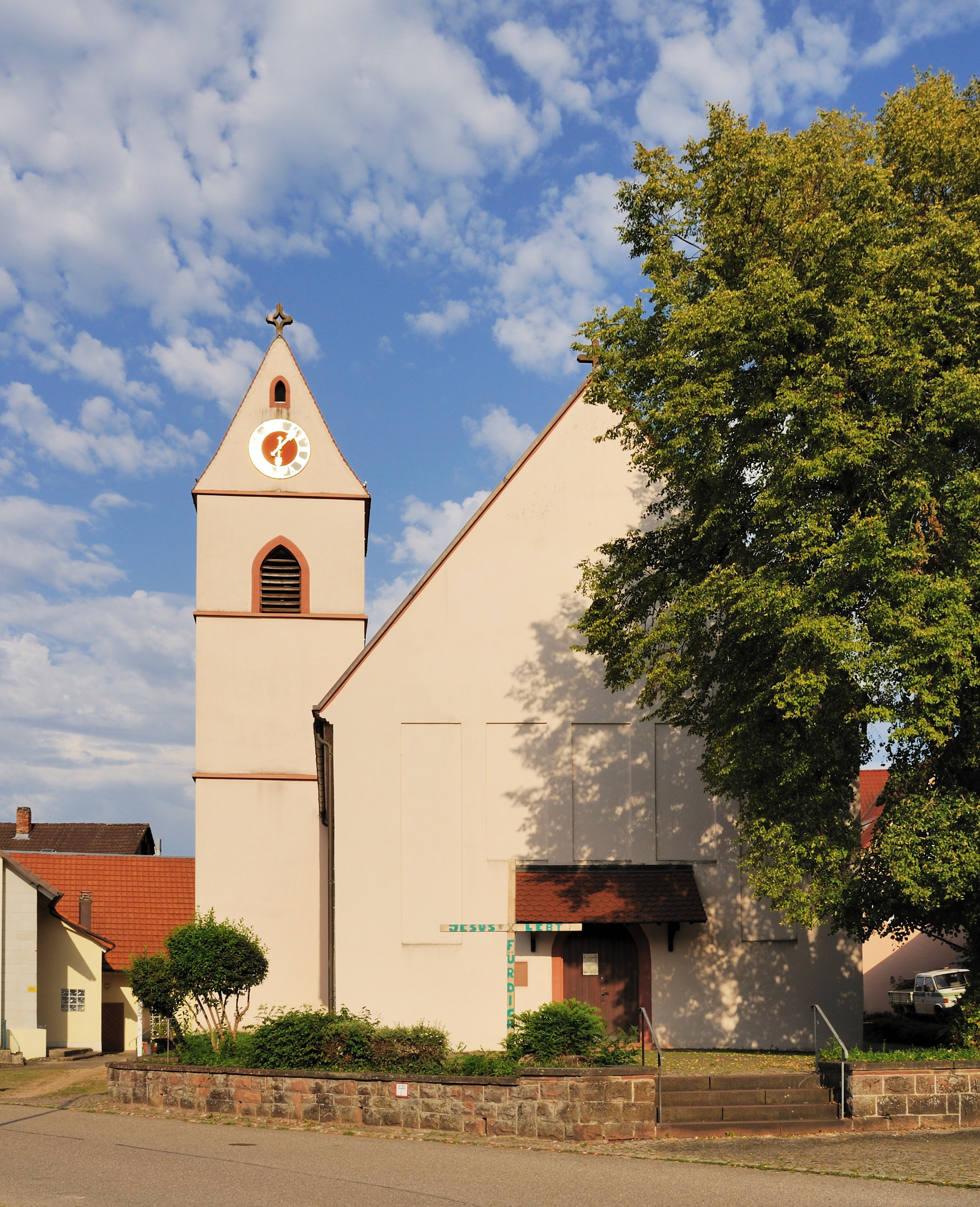
Evangelische Kirche

Aufgrund der historischen Zugehörigkeit zur Markgrafschaft Baden-Durlach ist die Bevölkerung überwiegend evangelisch und gehört zur Kirchengemeinde Steinen, wozu auch die Petrusgemeinde mit dem Einzugsbereich Steinen und Hägelberg zählt. Die Margarethengemeinde umfasst neben Höllstein auch Hüsingen und hat rund 1000 Gemeindemitglieder.
Die Zugehörigkeit zu den Religionsgemeinschaften verteilte sich in der Vergangenheit wie folgt:
| Religionszugehörigkeit in Weitenau | Religionszugehörigkeit in Weitenau | Religionszugehörigkeit in Weitenau | Religionszugehörigkeit in Weitenau |
| Jahr                               | Religion                           | Religion                           | Religion                           |
| ---------------------------------- | ---------------------------------- | ---------------------------------- | ---------------------------------- |
|                                    | evangelisch                        | katholisch                         | sonstige                           |
| 1858                               | 72,9 %                             | 27,1 %                             | 0 %                                |
| 1925                               | 65,9 %                             | 32,9 %                             | 1,3 %                              |
| 1950                               | 65,9 %                             | 31,2 %                             | 3,0 %                              |
| 1961                               | 58,2 %                             | 35,9 %                             | 5,9 %                              |
| 1970                               | 55,0 %                             | 39,1 %                             | 6,0 %                              |

## Kultur und Sehenswürdigkeiten

### Kirchen
Die Evangelische Kirche in Höllstein hat einen karolingischen Ursprung. Der größte Teil der heutigen Kirche geht auf einen Umbau aus dem 14. Jahrhundert zurück. In ihrem Chor zeigt die Kirche zwölf Apostel und die heilige Margarethe, die auch das Patrozinium der Kirche in Höllstein ist.
Die katholische Pfarrkirche Unbefleckte Empfängnis Mariä wurde in den 1860er Jahren errichtet.

### Vereine

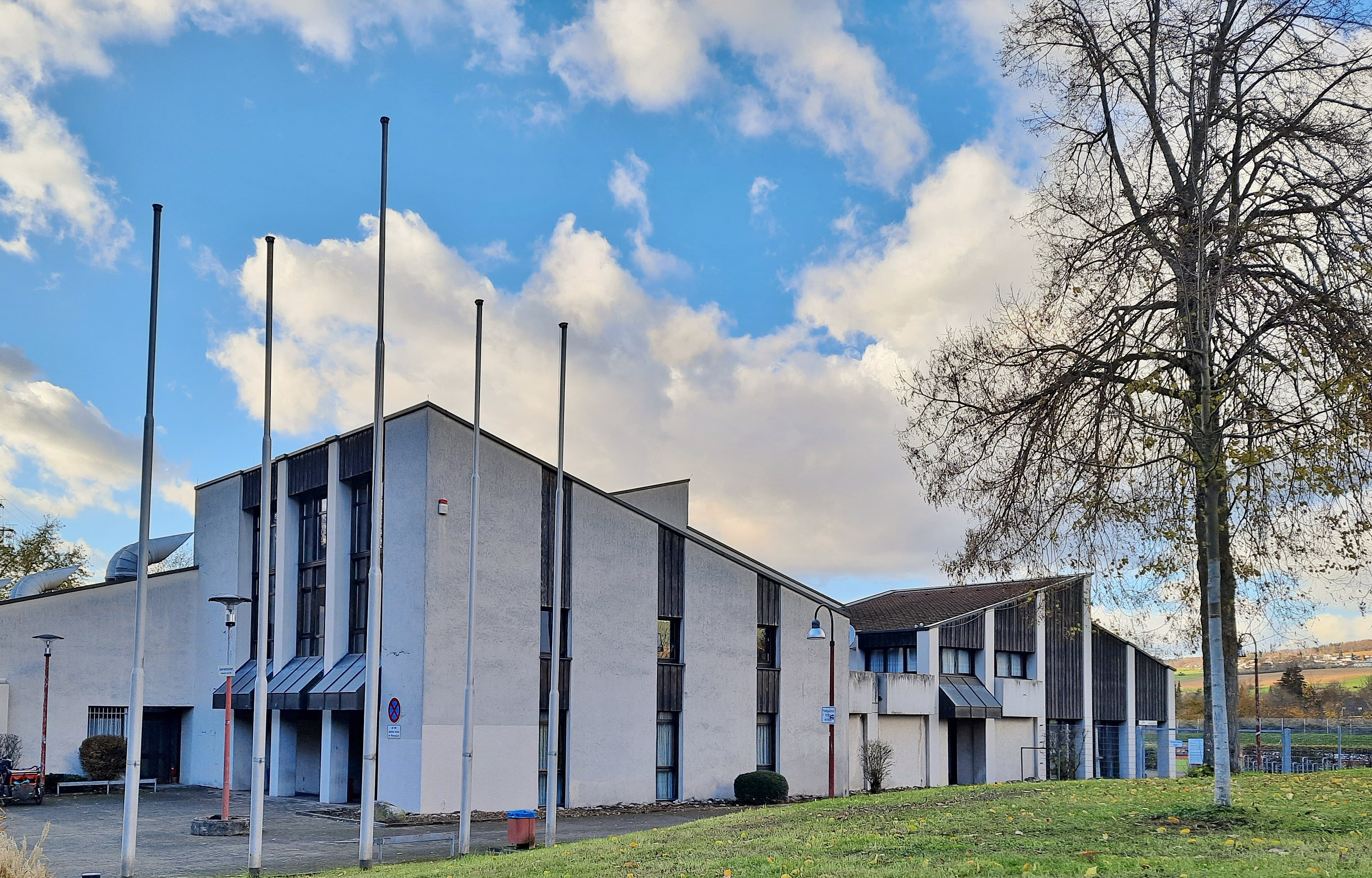
Wiesentalhalle

In Höllstein ist der 1912 gegründete FC Steinen-Höllstein beheimatet. Dieser entstand aus der Fusion der beiden Fußballclubs von Steinen und Höllstein. 1988 erreichte der Verein erstmals den Aufstieg in die Verbandsliga Südbaden, wo er 1997 Meister wurde und damit den Aufstieg in die Oberliga Baden-Württemberg schaffte. Heimstadion ist das ebenfalls in Höllstein gelegene Wiesental-Stadion.
Südlich benachbart zum Stadion befindet sich die 1982 erbaute Wiesentalhalle, eine Veranstaltungshalle, die für bis zu 800 Personen ausgelegt ist.

### Sonstiges
Durch Höllstein verläuft der Hebel-Wanderweg – ein literaltouristischer Wanderweg.

## Infrastruktur und Wirtschaft

### Bildungseinrichtungen
Höllstein besitzt eine Grundschule, die auch von Kindern aus Hüsingen besucht wird. Darüber hinaus verfügt der Ort über eine Kindertagesstätte.

### Freiwillige Feuerwehr

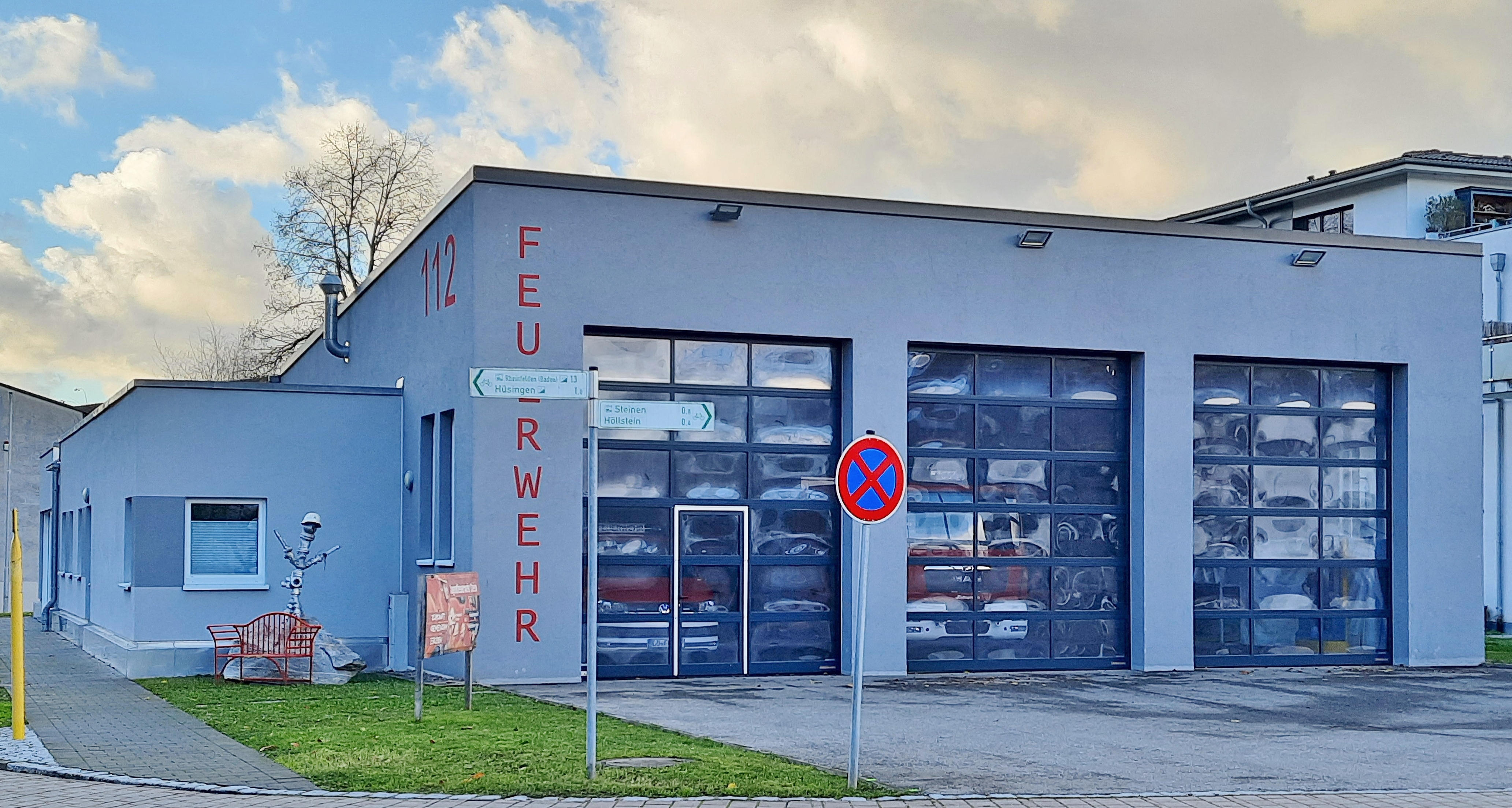
Feuerwehrhaus

Die Freiwillige Feuerwehr Steinen unterhält in Höllstein ebenfalls eine Abteilung mit 29 aktiven Mitgliedern und einer Jugendfeuerwehr mit zehn Mitgliedern.

### Wirtschaft
Auf dem Gebiet der ehemaligen Textilindustrie ist das Gewerbegebiet Höllstein mit großflächigen Einkaufsmöglichkeiten entstanden.

### Verkehr
Durch Höllstein führt die Bundesstraße 317 entlang der Talachse. Im April 2007 wurde ein zweispuriger Kreisverkehr in Betrieb genommen, der ebenfalls auf der Gemarkung Höllsteins liegt.